# Mauro Fernández
Mauro Raúl Fernández (Puerto Madryn, 31 de marzo de 1990) es un futbolista argentino que se desempeña como mediapunta o extremo y su equipo actual es Tristán Suárez de la Primera B Nacional.

## Trayectoria

### Guillermo Brown
Inició su carrera como jugador profesional en el club Guillermo Brown, donde jugó grandes torneos y consagrándose figura y goleador del equipo en 2011 donde ascendería a la Primera B Nacional de Argentina con una marca de 21 goles en 31 partidos.

### Estudiantes de La Plata
Con una campaña espectacular en Guillermo Brown, fue fichado por el Estudiantes de La Plata.

### Peñarol
Llegó al Peñarol donde su rendimiento no fue el esperado pues tuvo diversos altibajos. Fue parte de la escuadra ganadora del campeonato de la Liga de Uruguay en 2013.

### Emelec
Posteriormente fue fichado por el Emelec donde es campeón de la Liga de Ecuador en 2014. El jugador es considerado como un "Amuleto de la Suerte" ante los directivos de los clubes sudamericanos, ya que en cada club en el que formó parte salió campeón, además de mostrar compañerismo y profesionalismo en cada club. En Emelec las lesiones mermaron su desempeño, pero tuvo grandes actuaciones en Copa Libertadores y el torneo local.

### Universidad San Martín
El 6 de julio se oficializa su llegada al club peruano Universidad de San Martín. Llegó por pedido del entrenador argentino Cristian Díaz, además compartió la delantera con sus compatriotas Nicolás Mana y Maximiliano Velasco.

### FC Juárez
A mediados del año 2016, sus derechos fueron adquiridos por los Tigres UANL de la Liga MX. Fue cedido a préstamo al equipo FC Juárez de la Liga de Ascenso MX.En este equipo se consolidó como titular indiscutible, teniendo grandes actuaciones tanto en el torneo de la división como en la copa.

## Clubes
| Club                      | País      | Año         | Part. | Goles | Asist. | Prom. |
| ------------------------- | --------- | ----------- | ----- | ----- | ------ | ----- |
| Guillermo Brown           | Argentina | 2007 - 2011 | 98    | 22    | ?      | 0.22  |
| Estudiantes de La Plata   | Argentina | 2011 - 2012 | 26    | 2     | 1      | 0.08  |
| Peñarol                   | Uruguay   | 2013 - 2014 | 26    | 2     | 2      | 0.08  |
| Emelec                    | Ecuador   | 2014 - 2015 | 30    | 3     | 2      | 0.1   |
| Universidad de San Martín | Perú      | 2015        | 17    | 1     | 1      | 0.06  |
| Guillermo Brown           | Argentina | 2016        | 15    | 4     | 0      | 0.27  |
| FC Juárez                 | México    | 2016 - 2021 | 153   | 9     | 3      | 0.06  |
| Celaya FC                 | México    | 2021 - 2022 | 12    | 2     | 0      | 0.17  |
| Total                     |           | 2007 -      | 378   | 45    | 9      | 0.12  |

## Palmarés

### Torneos nacionales
| Título              | Club            | País      | Año     |
| ------------------- | --------------- | --------- | ------- |
| Torneo Argentino A  | Guillermo Brown | Argentina | 2010-11 |
| Campeonato Uruguayo | Peñarol         | Uruguay   | 2012-13 |
| Serie A de Ecuador  | Emelec          | Ecuador   | 2014    |